# Villeneuve-lès-Montréal
Villeneuve-lès-Montréal – miejscowość i gmina we Francji, w regionie Oksytania, w departamencie Aude.
Według danych na rok 1990 gminę zamieszkiwało 101 osób, a gęstość zaludnienia wynosiła 46 osób/km² (wśród 1545 gmin Langwedocji-Roussillon Villeneuve-lès-Montréal plasuje się na 801. miejscu pod względem liczby ludności, natomiast pod względem powierzchni na miejscu 1105.).